# Stimmritzenkrampf
Ein Stimmritzenkrampf (auch als Glottiskrampf oder Laryngospasmus bezeichnet) ist eine Verkrampfung der Stimmritze des Kehlkopfs, die das Einatmen von Flüssigkeiten u. ä. selbst bei tiefer Bewusstlosigkeit und der damit verbundenen Muskelrelaxation verhindert. Es ist ein wirkungsvoller Schutzmechanismus.
Im Wasser kann der Stimmritzenkrampf allerdings unter Umständen indirekt zum Ertrinken führen.

## Ursachen
Ein Stimmritzenkrampf wird häufig durch aspirierte Wassertropfen im Wassersport beobachtet (z. B. Tauchen). Der Stillstand der Atmung führt im Regelfall zu Panik und nicht selten zur Bewusstlosigkeit. Während sich bei rund 90 % der Betroffenen der Krampf durch die Ohnmacht wieder löst, kommt es bei ca. 10 % zu einer anhaltenden Blockade der Atemwege und damit u. a. zu trockenem Ertrinken. Ursächlich dafür ist jedoch nicht der Krampf an sich, sondern dass sich die den Spasmus auslösenden Ursachen nicht durch die mit dem Einsetzen der Spontanatmung unwillkürlichen Hustenreflexe beseitigen ließen. Ebenso kann es zu einem Lungenriss kommen, wenn beim schnellen Auftauchen die Luft nicht schnell genug aus der Lunge entweichen kann.
Bei der Narkoseeinleitung oder -ausleitung ist der Laryngospasmus eine gefürchtete Komplikation. Er erfolgt hierbei aufgrund der Manipulation und Reizung (Exzitation) der unteren Luftwege bei endotrachealer Intubation oder Extubation. Der hohe Unterdruck bei verschlossener Stimmritze kann ein Lungenödem (noncardiogenic pulmonary edema) hervorrufen.
Bei Kindern unter zwei Jahren können pfefferminzhaltige Tees oder Pfefferminzöl ebenfalls einen Stimmritzenkrampf auslösen, daher sind solche Tees für Kinder unter zwei Jahren kontraindiziert.

## Behandlung
In der Regel löst sich der Spasmus, wenn die Ursache der Reizung beseitigt ist. 
In der Notfallmedizin genügt bei leichten Fällen eine Überdruckbeatmung mit einer Maske, ansonsten muss der Spasmus mit Hilfe von Muskelrelaxanzien (Succinylcholin) gelöst werden. Danach ist jedoch eine Intubation und Beatmung notwendig.
Als letztes Mittel ist eine Koniotomie angezeigt.